# Palaemnema brevignoni
Palaemnema brevignoni – gatunek ważki z rodziny Platystictidae.